# مکی فیصلی
مکی فیصلی سیاست‌مدار ایرانی بود، که در دوره‌های بیست و یکم و بیست و سوم مجلس شورای ملی بعنوان نماینده خرمشهر از استان خوزستان در مجلس شورای ملی حضور داشت.